# Benito Corbal
Benito Corbal Estévez, nacido en 1853 en Bora (Pontevedra, por entonces perteneciente al Concello de Mourente) a mediados del siglo XIX, y fallecido en Pontevedra el 18 de marzo de 1926, fue un empresario y político gallego del Partido Liberal.
Padre de seis hijos, y hermano de Andrés Corbal, que también fue contratista de obras y falleció en 1901, Benito Corbal estaba también emparentado con la familia Corbal Malvar y su nieto fue el pintor gallego Xosé Conde Corbal.

## Trayectoria

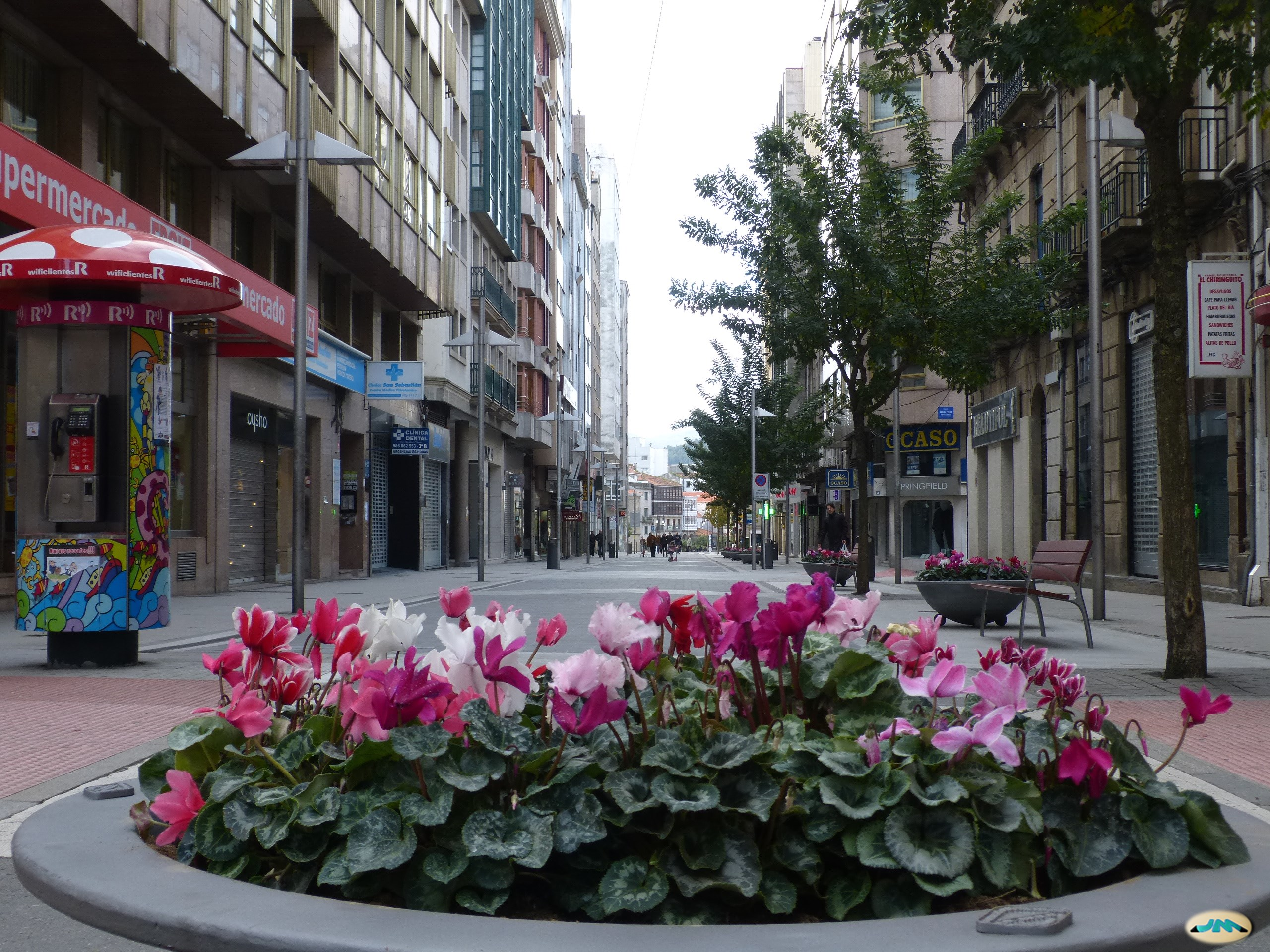
Calle de Benito Corbal en Pontevedra.

De origen humilde, fue contratista de obras. Hizo toda la parte de la cantería del actual Ponte da Barca, construyó el puerto de Cangas de Morrazo y promovió y financió el cementerio de Bora. Fue administrador y propietario del balneario de Puentecaldelas. Urbanizó la calle Progreso y, gracias a sus influencias, consiguió alrededor de 1900 un nuevo lugar para la celebración de ferias de ganado que, hasta aquel momento, se celebraban en Campo de San Xosé, naciendo así la plaza de Barcelos.
En 1894 fue elegido consejero en Pontevedra, cargo que ocupó prácticamente hasta su muerte. También fue diputado provincial.

## Reconocimientos
Al año siguiente de su fallecimiento, en 1927, se puso su nombre, Benito Corbal, a la Calle Progreso en la que había vivido.